# Félix Bovie

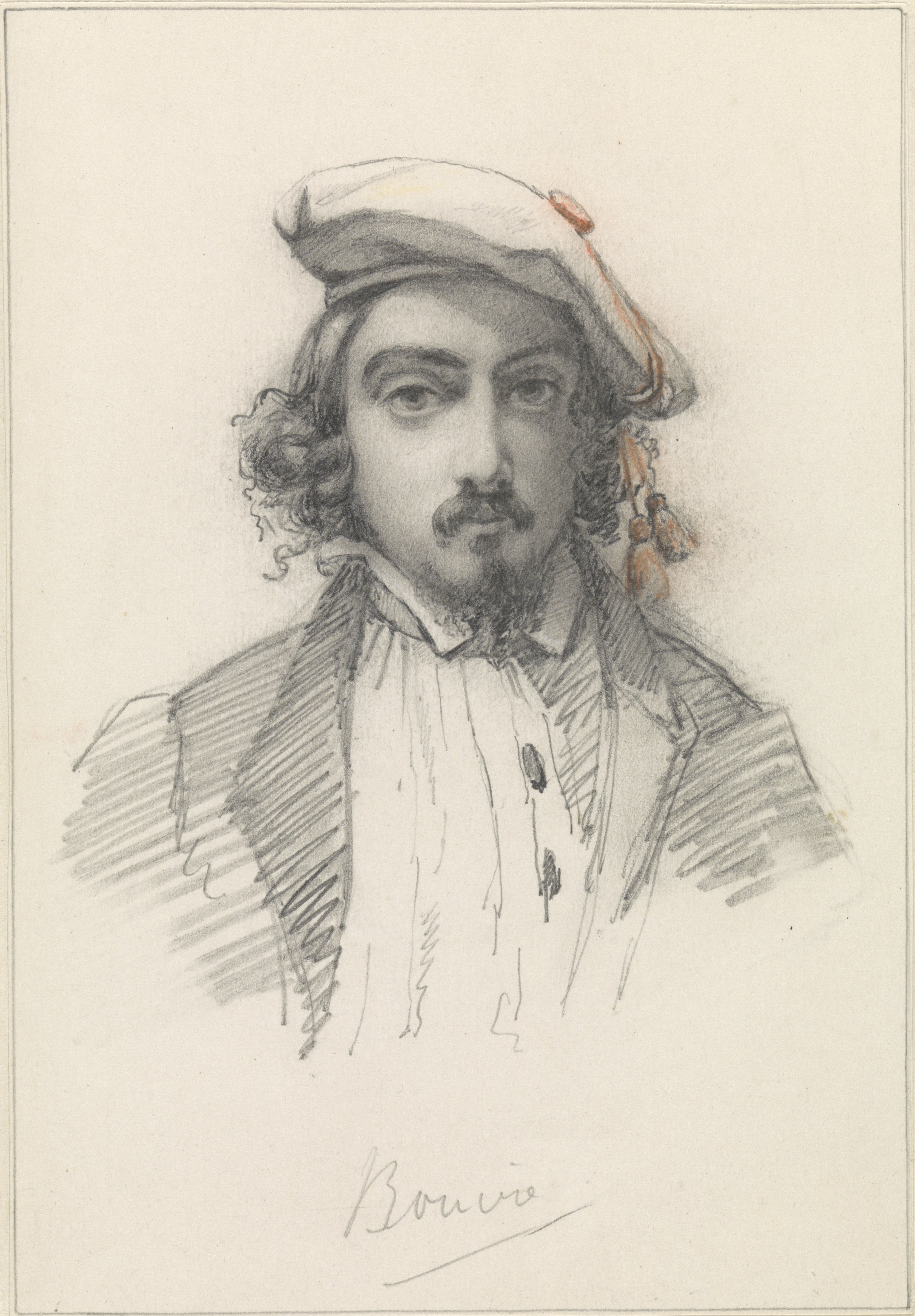
Selbstporträt, Zeichnung, Rijksmuseum Amsterdam

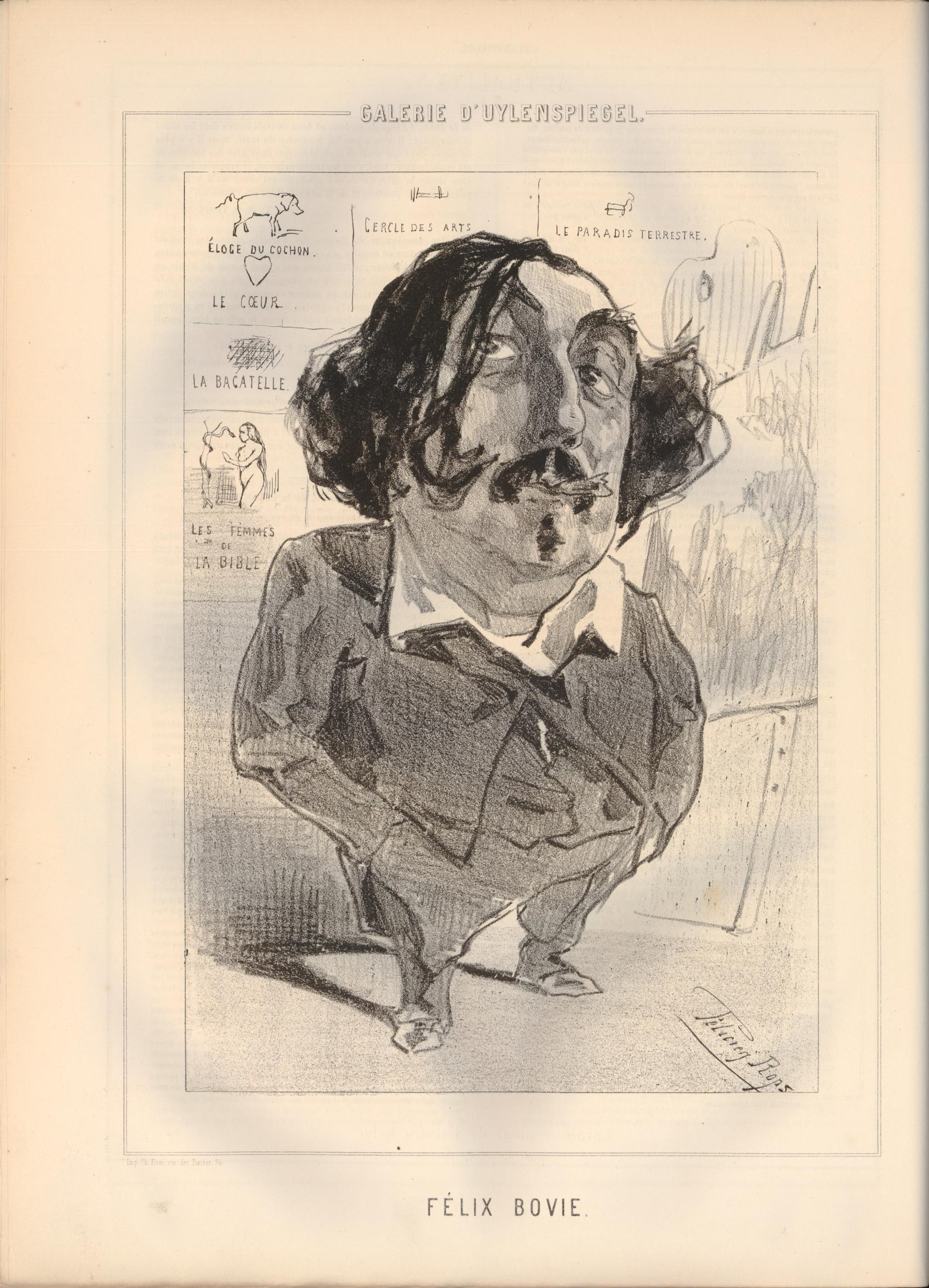
Félix Bovie, Karikatur von Félicien Rops, Lithographie aus der Zeitschrift Uylenspiegel, 1856, British Museum

Jean-Félix-Lambert Bovie, Pseudonym Martin (* 17. September 1812 in Brüssel; † 6. Juli 1880 in Ixelles/Elsene), war ein belgischer Landschaftsmaler der Klever Romantik sowie ein Chansonnier antiklerikaler Lieder.

## Leben
Bovie war Spross einer vermögenden Brüsseler Familie. Sein Vater war der Hotelier Philippe Bovie (1781–1850), Eigentümer des Hôtel de Brabant in der Rue du Marché au Charbon in Brüssel, in der Nähe des Grande Place.
Bovie entschied sich für ein Leben als Künstler. Seine Ausbildung erhielt er bei dem Landschafts- und Tiermaler Eugène Verboeckhoven sowie um 1840 bei Barend Cornelis Koekkoek in Kleve. Bereits 1833 war er auf einer Ausstellung vertreten, 1840 auf einer Ausstellung des Salons von Gent, 1841 auf einer Ausstellung der Société Philanthropique zu Brüssel, auf der König Leopold I. seinen Landschaftsgemälden Anerkennung zollte. 1848 wurde er als einer der „angesehensten Maler“ Belgiens rezipiert. Seine Motive fand er insbesondere in den Ardennen. 1850 erbte er das väterliche Hotel und verkaufte es im Folgejahr. Der Erlös ermöglichte ihm ein unabhängiges künstlerisches Leben. Erst 1873 heiratete er.
Als bürgerlicher Bohèmien verkehrte Bovie in Freimaurerlogen der belgischen Hauptstadt, ebenso in diversen künstlerischen und musikalischen Gesellschaften wie der Société Vocale d’Ixelles. Auch der Société des agathopèdes gehörte er an. Dort war er nicht nur als Maler bekannt, sondern auch als Dichter und Interpret von Liedern. In seinen Texten, in denen er sarkastische Hiebe auf Herrschsucht, Fanatismus und Obskurantismus des Klerus austeilte, vermittelte er den freimaurerischen Antiklerikalismus seiner Zeit.